# Астон Мартин DB AR1
Астон Мартин DB AR1 е лимитирана серия автомобили на Астон Мартин. Името идва от съкращението на Американски Роудстър (American Roadster).
Той е произведен в 99 екземпляра (по-късно е направен един допълнителен за музея на Астон Мартин) и е предназначен само за американския пазар и по-специално само за щатите Калифорния и Флорида (въпреки това осем автомобила са доставени на купувачи в континентална Европа, а един - във Великобритания). За първи път DB AR1 е предствен пред публика на изложението в Лос Анджелис през януари 2003 г. Автомобилът няма дори сгъваем покрив, поради което той не носи наименованието Воланте, както кабриолетите на марката. DB AR1 е базиран на DB7 Вантидж Воланте, а дизайнът е дело на Загато. Външно автомобилът не се отличава от закрития DB7 Вантидж Загато, но всъщност шасито на DB AR1 е със стандартна длъжина, за разлика от скъсеното DB7 Вантидж Загато, и по този начин са избегнати скъпи краш-тестове в съответствие с американските изисквания за сигурност. Цената е 226.000 долара, като още през първите три месеца след пускането в продажба всичките 99 броя са изкупени.
Двигателят е предноразположен. Повечето бройки са с петстепенен тъчтроник и използват шестлитровия V12 агрегат на DB7 Вантидж с мощност 326 к.с. Останалите са с шестстепенна механична скоростна кутия и преработена версия на същия двигател с 341 к.с. Максималната скорост на първите е ограничена до 266 км/ч, ускорението от 0 до 100 км/ч отнема 5,1 секунди. Моделите с механични скорости имат макс. скорост 296 км/ч и ускоряват до 100 км/ч за 5 секунди.